# نمذجة علمية

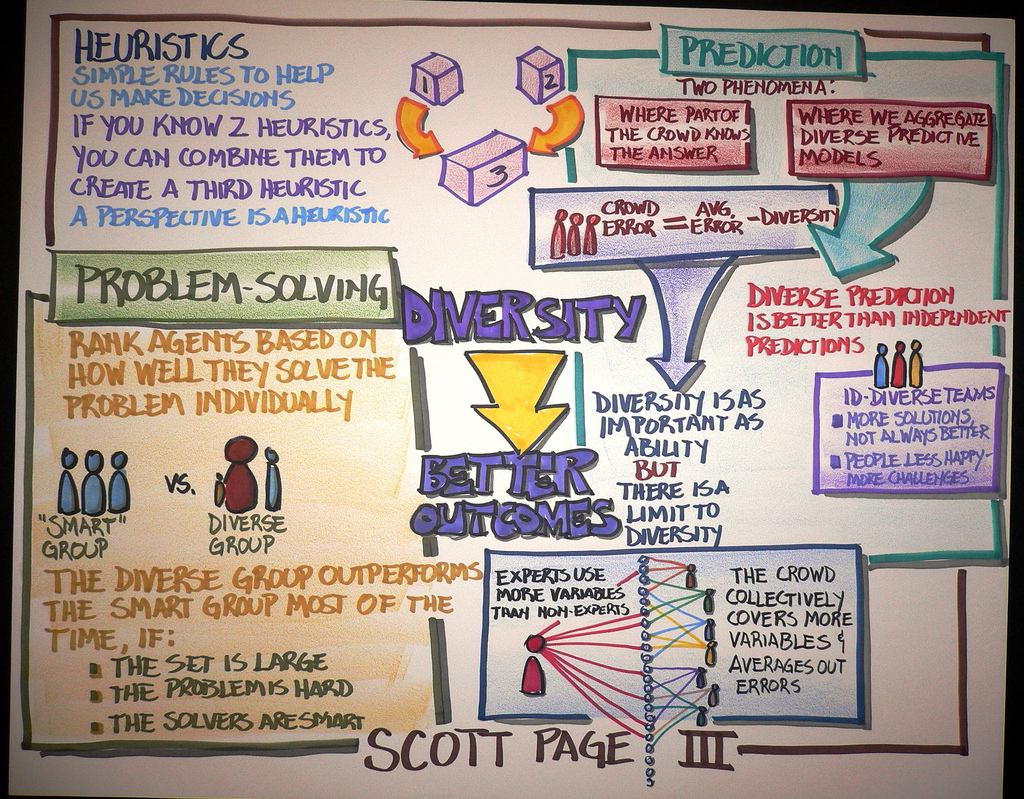

النمذجة العلمية (بالإنجليزية: Scientific modelling)‏ هي نشاط علمي، يهدف إلى جعل جزء محدد أو خاصية بعينها من خواص العالم سهلة الفهم، والتعريف، والقياس، والتصور، والمحاكاة عن طريق إرجاعها إلى المعرفة الموجودة والمقبولة عمومًا عادةً. تتطلب النمذجة تحديد وتعريف جوانب متعلقة بحالة في العالم الواقعي ثم استخدام أنماط مختلفة من النماذج لأهداف مختلفة، مثل النماذج المجردة لتحسين الفهم، والنماذج الإجرائية للتشغيل، والنماذج الرياضية للقياس، والنماذج الرسومية لتصوير المسألة. 

النمذجة هي جزء أساسي وملازم للعديد من المجالات العلمية، لكل منها أفكاره الخاصة حول أنماط محددة من النمذجة. الفقرة التالية من أقوال جون فون نيومان:
«... لا تحاول العلوم التفسير، بالكاد حتى تحاول الترجمة، إنها تصنع نماذج في الدرجة الأولى. يُقصد بالنموذج بنية رياضية تصفُ، بإضافة بعض التفسيرات اللفظية إليها، ظاهرة مرصودة. تبرير بنية رياضية كهذه هو أنها من المتوقع أن تعمل، وأنها ستصف ظاهرة بصورة صحيحة من مساحة واسعة إلى حد معقول».
هناك اهتمام متزايد أيضًا بالنمذجة العلمية في حقول مثل تعليم العلوم، وفلسفة العلم، ونظرية الأنظمة، وتصوير المعرفة. هناك مجموعة نامية من الطرائق، والتقنيات، والنظريات الشمولية حول جميع أنواع النمذجة العلمية المتخصصة.

## نظرة عامة
يسعى النموذج العلمي إلى وصف أغراض تجريبية، وظواهر، وعمليات فيزيائية بطريقة منطقية وموضوعية. كل النماذج في هيئة صور زائفة، والتي هي انعكاسات مبسطة عن الواقع، ويمكن لها، بغض النظر عن كونها تقريبات، أن تكون مفيدة لحد بعيد. بناء النماذج ومعارضتها أمر أساسي في المشروع العلمي. قد يكون التمثيل التام والحقيقي مستحيلًا، لكن غالبًا ما يهتم البحث العلمي بأي النماذج أفضل لمهمة معطاة، مثلًا، أي نموذج مناخي أكثر دقة للتنبؤ الموسمي.
تستخدم محاولات كتابة مبادئ العلوم التجريبية بلغة شكلية ترجمة لصياغة الواقع، بنفس الطريقة التي يستخدمها المنطقيون لتبسيط حقائق مبادئ المنطق. هدف هذه المحاولات هو بناء نظام شكلي لا يُنتج نتائج نظرية تناقض ما نجده في الواقع. تعكس التنبؤات أو البيانات الأخرى المرسومة من نظام شكلي كهذا أو ترسم العالم الحقيقي فقط بقدر ما تكون هذه النماذج العلمية صحيحة.
بالنسبة للعالِم، النموذج طريقة تسطيع فيها عمليات الفكر البشري التضخم. على سبيل المثال، النماذج التي تُصدر في شكل برمجيات تمكن العلماء من رفع القوة الحوسبية للمحاكاة، والتصوير، والمعالجة واكتساب بديهة حول الوجود، أو الظواهر، أو العملية التي يجري تمثليها. يقال عن نماذج حاسوبية كهذه أنها في السيليكون. وعن أنواع أخرى من النماذج العلمية أنها في الجسم الحي (نماذج حية، مثل جرذان الاختبار) وفي المختبر (في أوان زجاجية، مثل زراعة الأنسجة).